# コインロッカー物語
『コインロッカー物語』（コインロッカーものがたり）は、作画：宮城シンジ・原作：伊東恒久による日本の漫画作品。またこれを原作としたテレビドラマ。漫画は『週刊漫画TIMES』（芳文社）で2006年から2015年にかけて連載された。

## テレビドラマ
漫画版と同じタイトルで、2008年2月23日から3月15日にテレビ朝日の土曜ミッドナイトドラマ枠で放送された。
全4話。主演は小嶋陽菜（当時AKB48）とマギー。また、弁護士の本村健太郎が全ての回に異なる役で出演していた。 

### ストーリー
新宿駅のコインロッカーの預かり所で番をしている星川の元にプチ家出中の女子高生葉山未来が居候として勝手に泊まりこみ、ロッカーで持ち主の現れない人の身辺捜査を始める。未来はコインロッカーに近づくと病的に黙り込む等の異常な習性があり、後に生後間もなく彼女は駅のコインロッカーに入れられ、幸運にも助かったコインロッカーベイビーの高校生だった･･･

### キャスト
- 葉山未来：小嶋陽菜（AKB48）
- 星川哲也：マギー

#### ゲスト出演
- 第1話 『盗撮』
  - 梅原浩一：本村健太郎
- 第2話 『水着』
  - 浅見稀和：杉本有美
  - 常連の客：本村健太郎
- 第3話 『パチンコ玉』
  - 貴美子：佐藤寛子
  - 貴美子の子供
    - 潮：谷山毅
    - 渚：稲垣鈴夏

  - サラリーマン：本村健太郎
- 第4話 『まちがい電話』
  - ゆり：悠城早矢
  - 中年男：本村健太郎

### スタッフ
- 原作（原案）：画/宮城シンジ、作/伊東恒久
- 脚本：遠藤察男 (#1,3) 、國澤真理子 (#2,4) 、田辺茂範 (#2)
- 演出：本橋圭太 (#1,2)、近藤俊明 (#3,4)
- チーフプロデューサー：桑田潔（テレビ朝日）
- プロデューサー：樽井勝弘（テレビ朝日）、櫻井美恵子（国際放映）
- 音楽協力：テレビ朝日ミュージック
- 製作：テレビ朝日、国際放映

### 主題歌
- エンディングテーマ
  - 『JOHN』（LM.C）

### 放送局
- テレビ朝日 土曜深夜25:30 - 26:00

| テレビ朝日 日曜1:30 - 1:55（土曜深夜） | テレビ朝日 日曜1:30 - 1:55（土曜深夜）                    | テレビ朝日 日曜1:30 - 1:55（土曜深夜） |
| 前番組                                 | 番組名                                                    | 次番組                                 |
| -------------------------------------- | --------------------------------------------------------- | -------------------------------------- |
| 腐女子デカ                             | コインロッカー物語                                        | ビヨンド・ザ・ブレイク ※1:25 - 1:55    |
| テレビ朝日 日曜1:55 - 2:00（土曜深夜） |                                                           |                                        |
| 腐女子デカ                             | コインロッカー物語 - ここまで「土曜ミッドナイトドラマ」枠 | ぷちミーヤ! ※1:55 - 2:10 - 5分繰り上げ |

## 単行本
- 伊東恒久・宮城シンジ『コインロッカー物語』芳文社〈芳文社コミックス〉
  1. 2007年4月、ISBN 978-4832230828